# Quercus pubescens
Quercus pubescens là một loài thực vật có hoa trong họ Cử. Loài này được Willd. miêu tả khoa học đầu tiên năm 1796.

## Hình ảnh

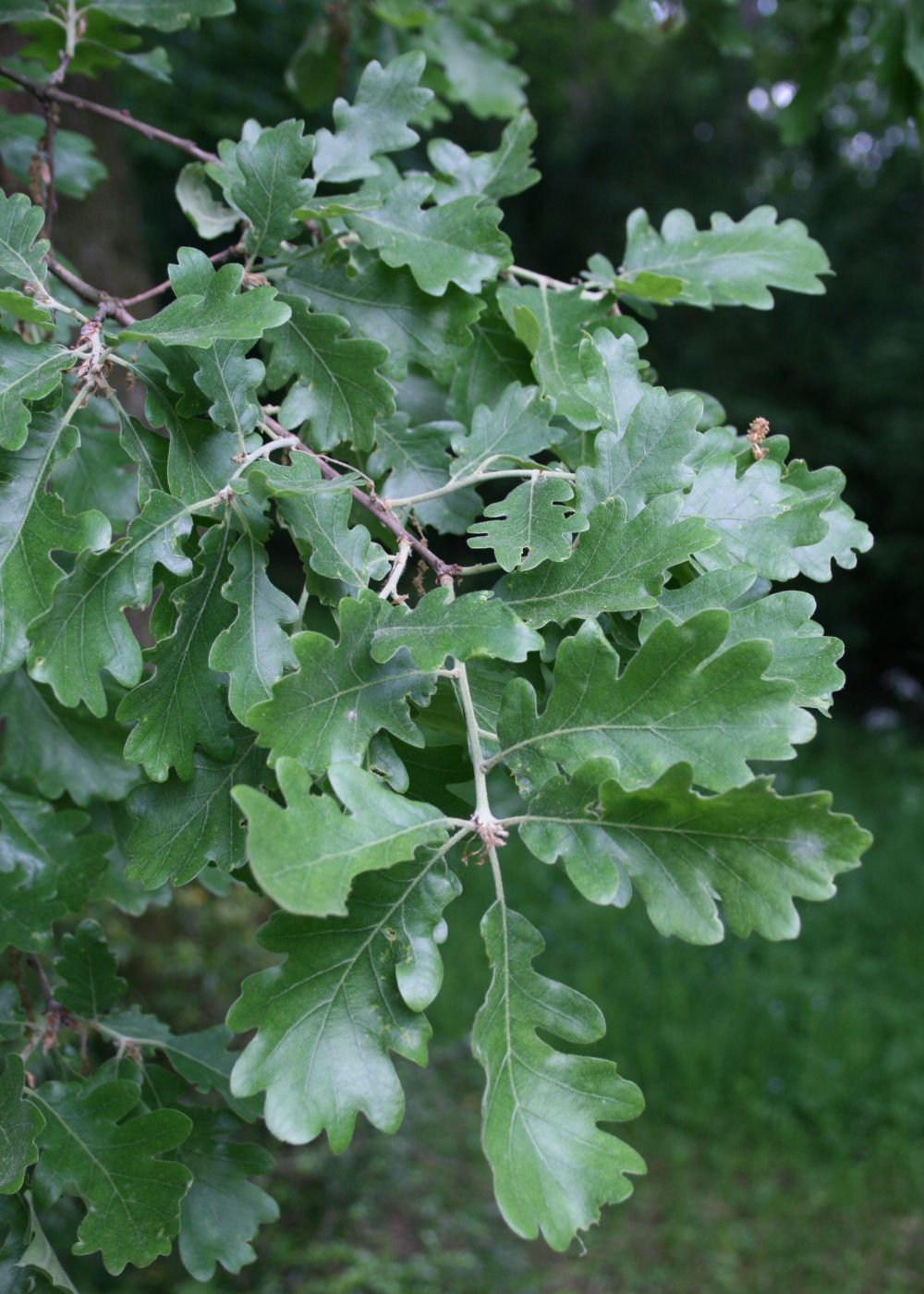
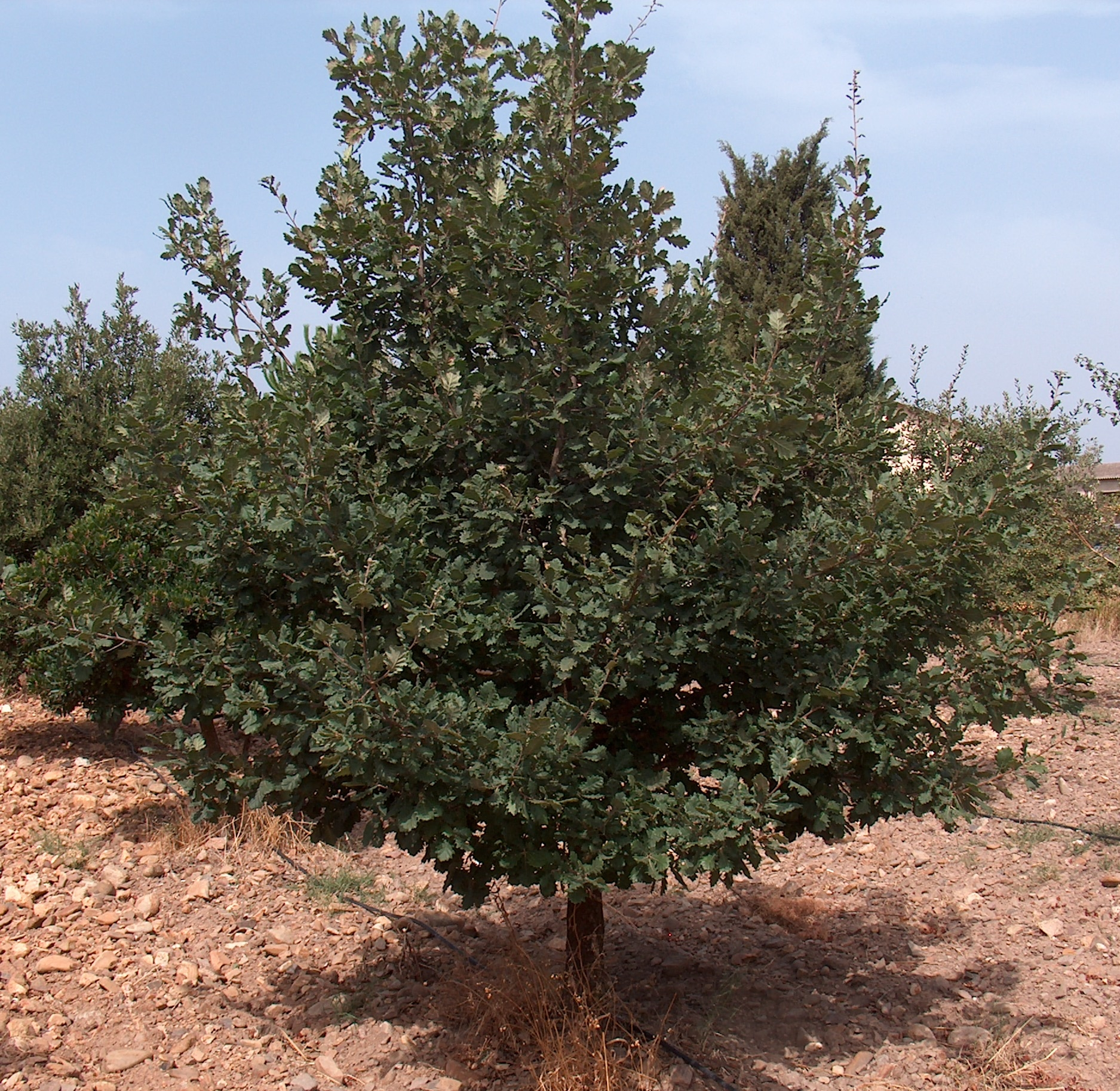
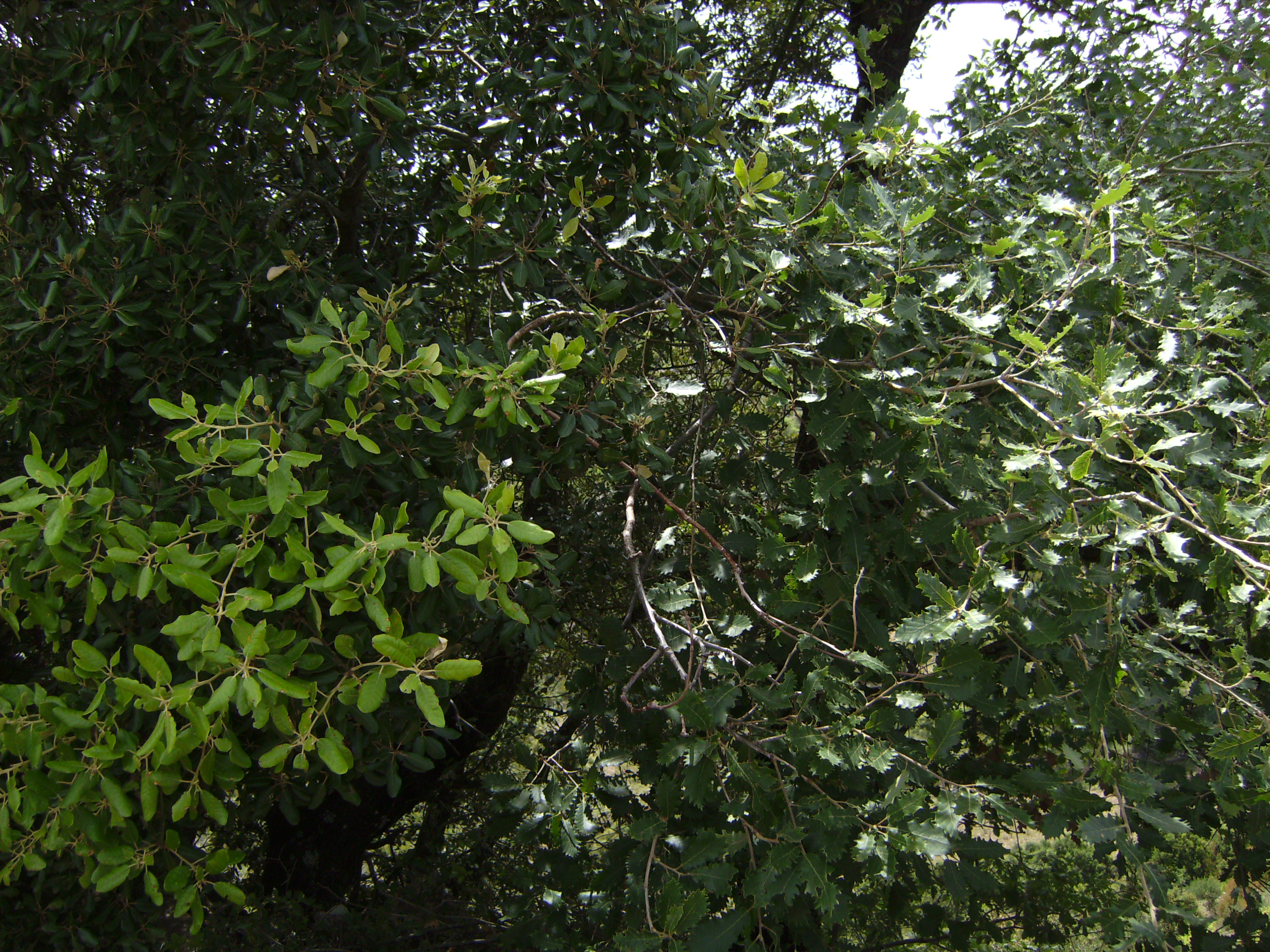
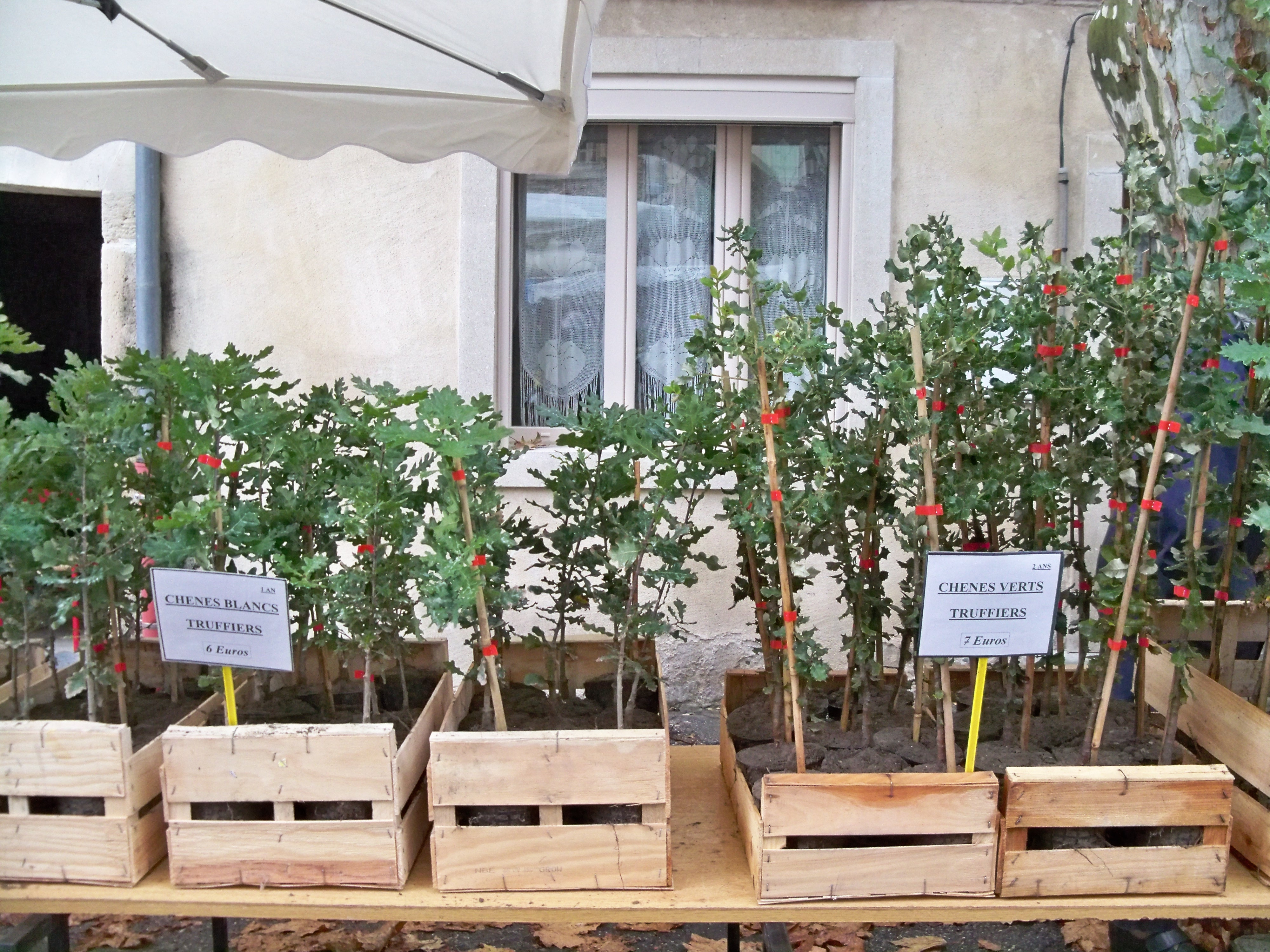
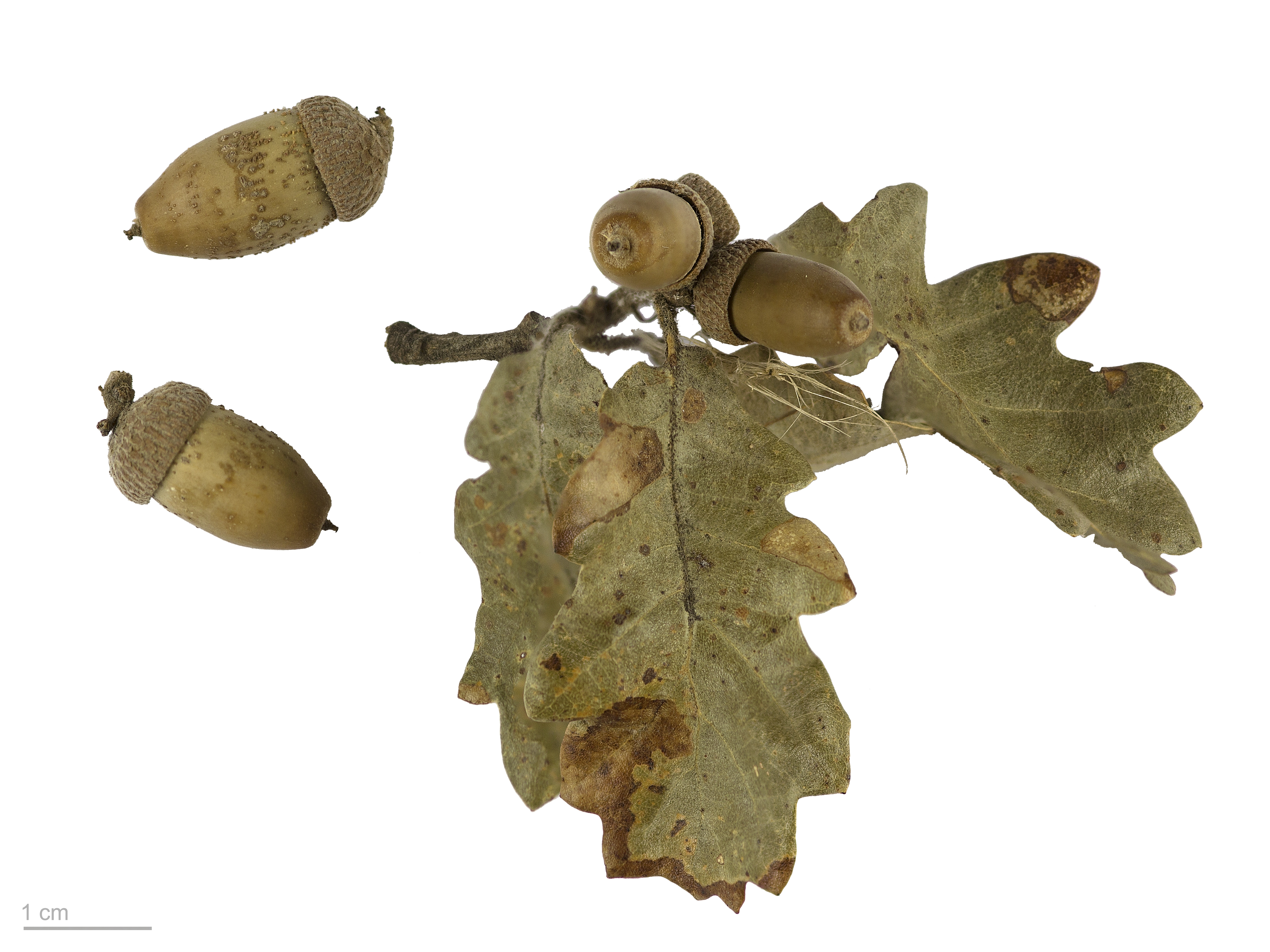
Quercus pubescens - Museum specimen
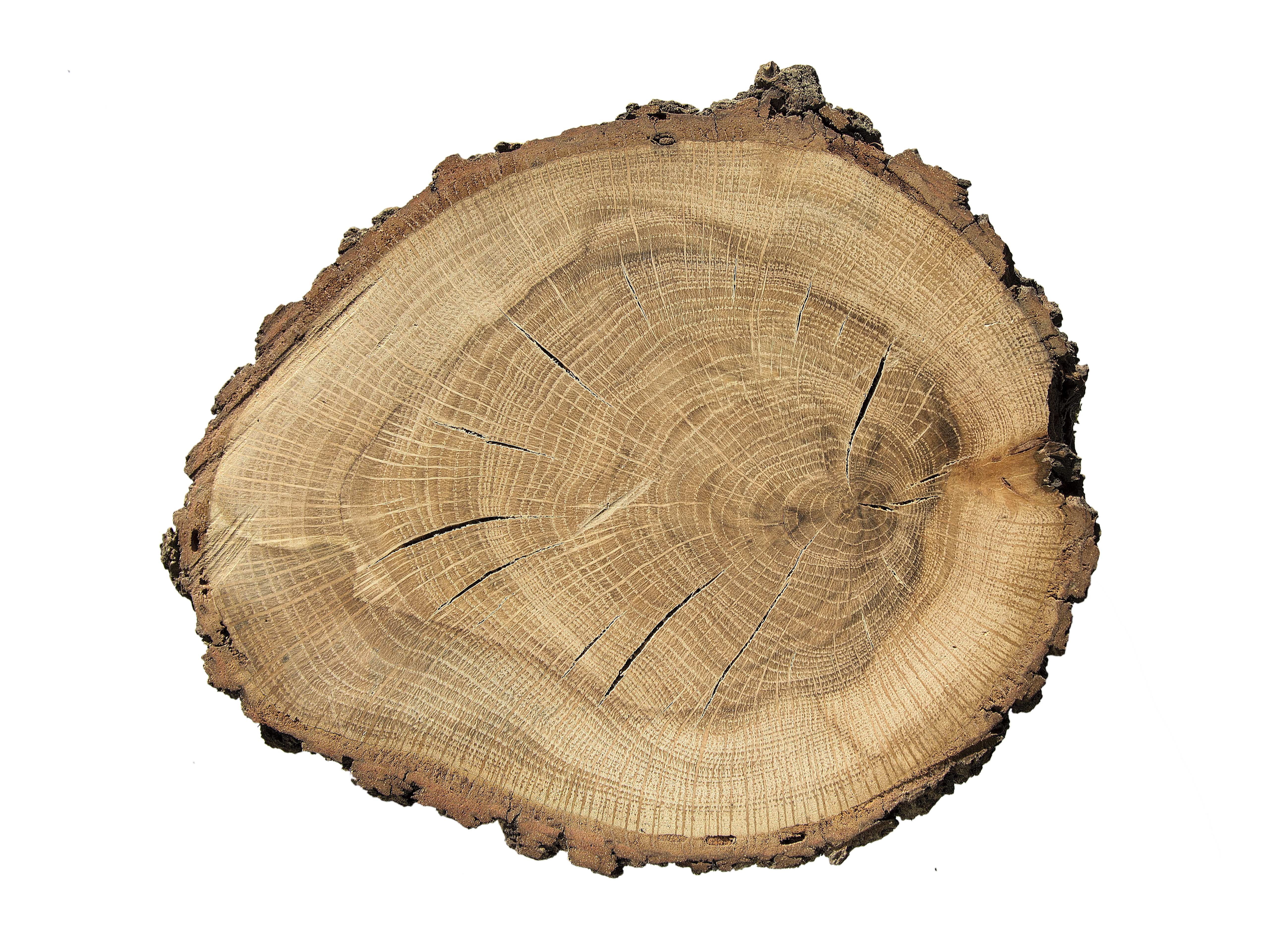
Quercus pubescens